# Vell Ajuntament de Múnic
El Vell Ajuntament o Antic Ajuntament alemany: Altes Rathaus (en alemany) és un edifici històric de la ciutat de Múnic, a Baviera. Està situat a la Marienplatz, igualment com el Nou Ajuntament.

## Història
L'Antic Ajuntament original datava de 1310, però va ser substituït per un nou edifici començat el 1470 i finalitzat el 1480, i és aquest últim el que es diu així. Aquest edifici va ser construït segons el projecte de Jörg von Halsbach, qui també va dissenyar la Frauenkirche. L'edifici ha estat reconstruït diverses vegades al llarg de la història, l'última va ser entre 1861-1864 i va atorgar a l'edifici el seu actual aspecte neogòtic. En 1877 i 1934 es van construir dos accessos per facilitar el flux del transit. La part més antiga de l'ajuntament és la torre, construïda entre 1180 i 1200, que formava part de les fortificacions de la ciutat. S'ha conservat intacte l'interior gòtic de l'edifici. A la planta baixa s'hi troba el saló cerimonial amb les seves voltes a barrils de fusta, a la paret hi ha un fris amb 96 escuts, que data del 1478. Està previst que s'exposin de nou al saló els Moriskentänzer d'Erasmus Grasser (actualment hi estan exposades còpies, perquè els originals són al Stadtmuseum). Des d'aquest edifici, els nazis van proclamar l'anomenada "Nit dels vidres trencats" el 9 de novembre de 1938.

## Museu
Des de 1983 alberga el Spielzeugmuseum (Museu de la joguina), que exposa cases de nines, cotxes de joguina i soldats de coure, juntament amb una mostra que il·lustra la història de la Barbie.

## Galeria d'imatges

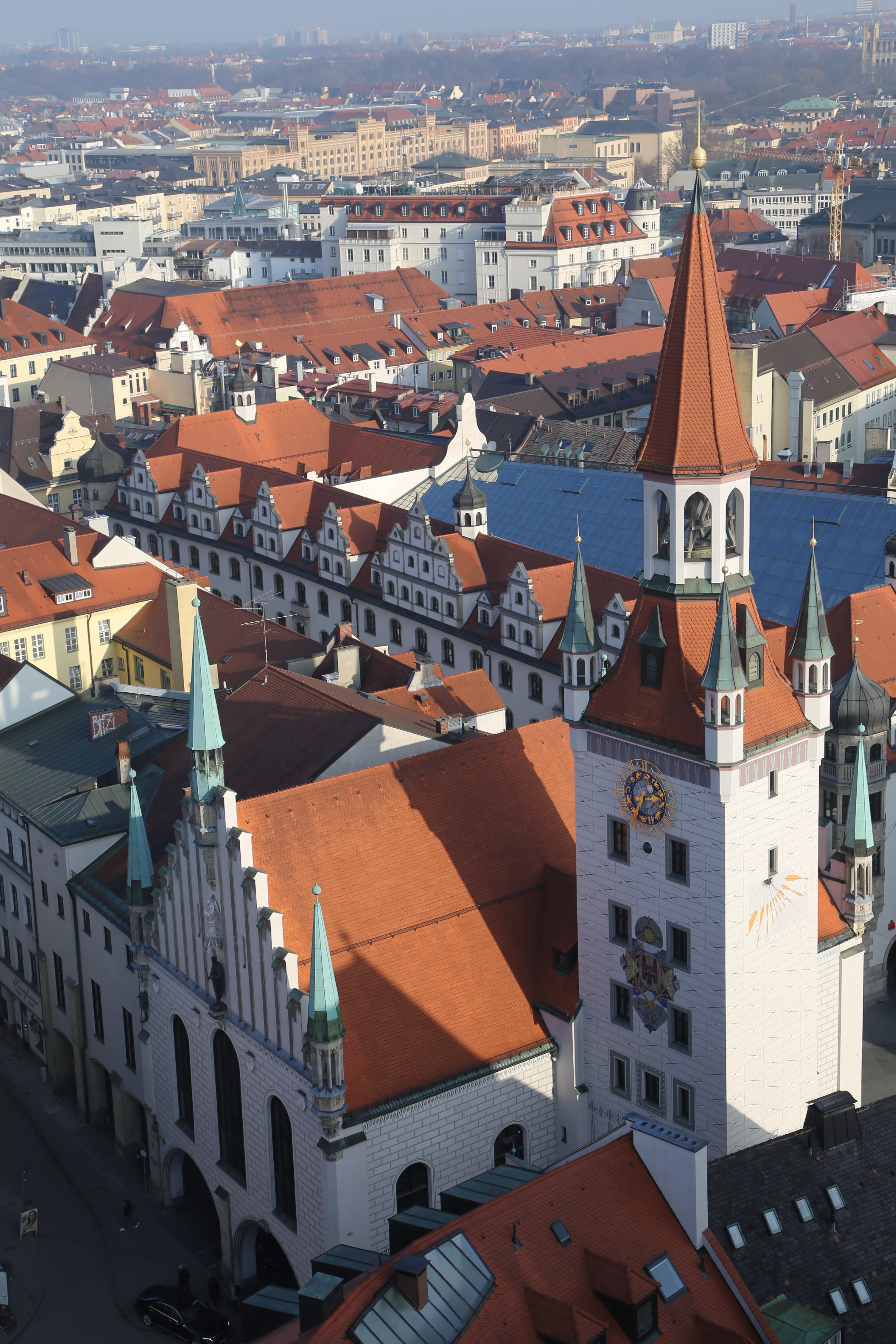
L'Antic Ajuntament vist des de dalt.
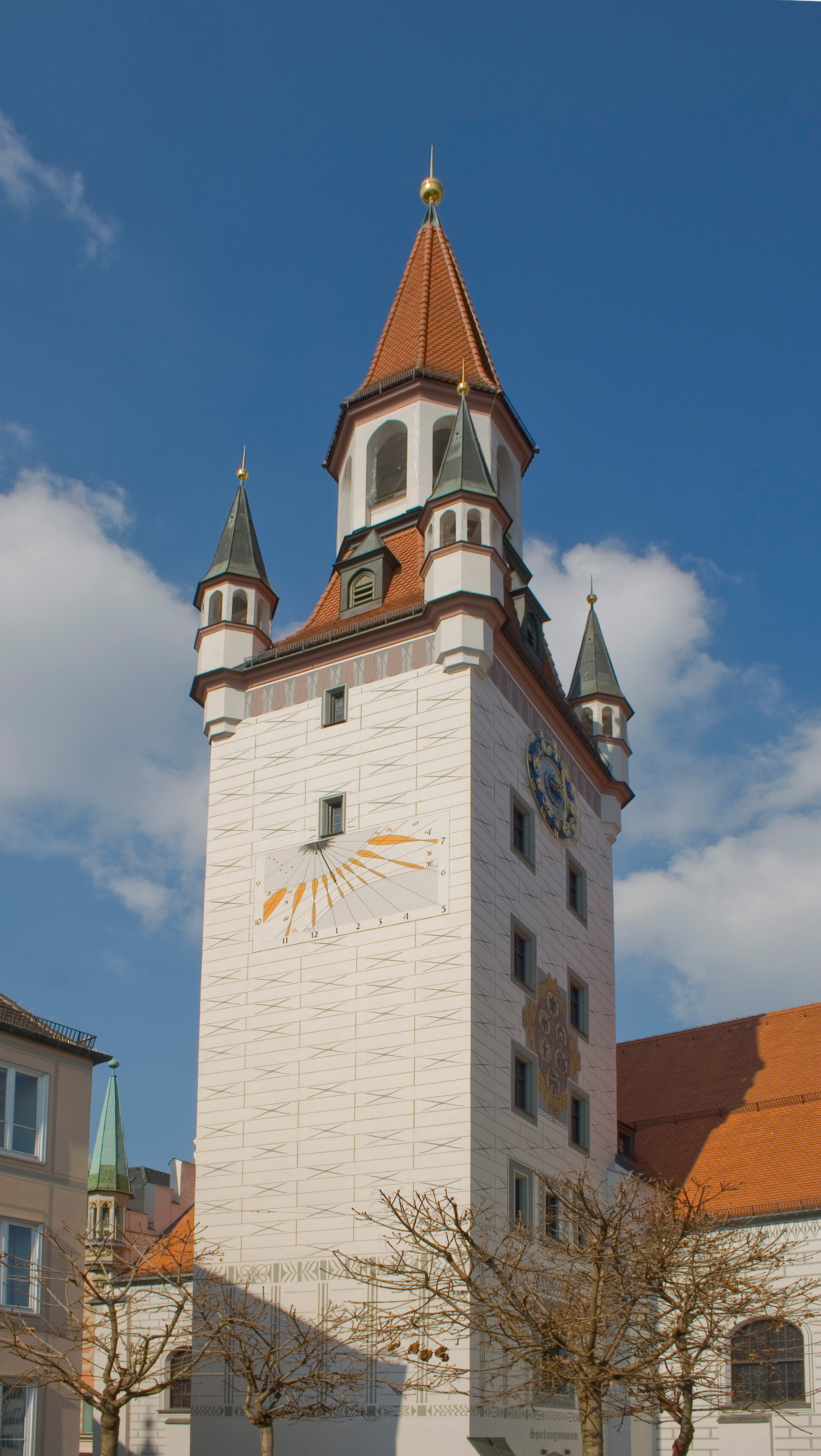
Vista des de la base de la torre.
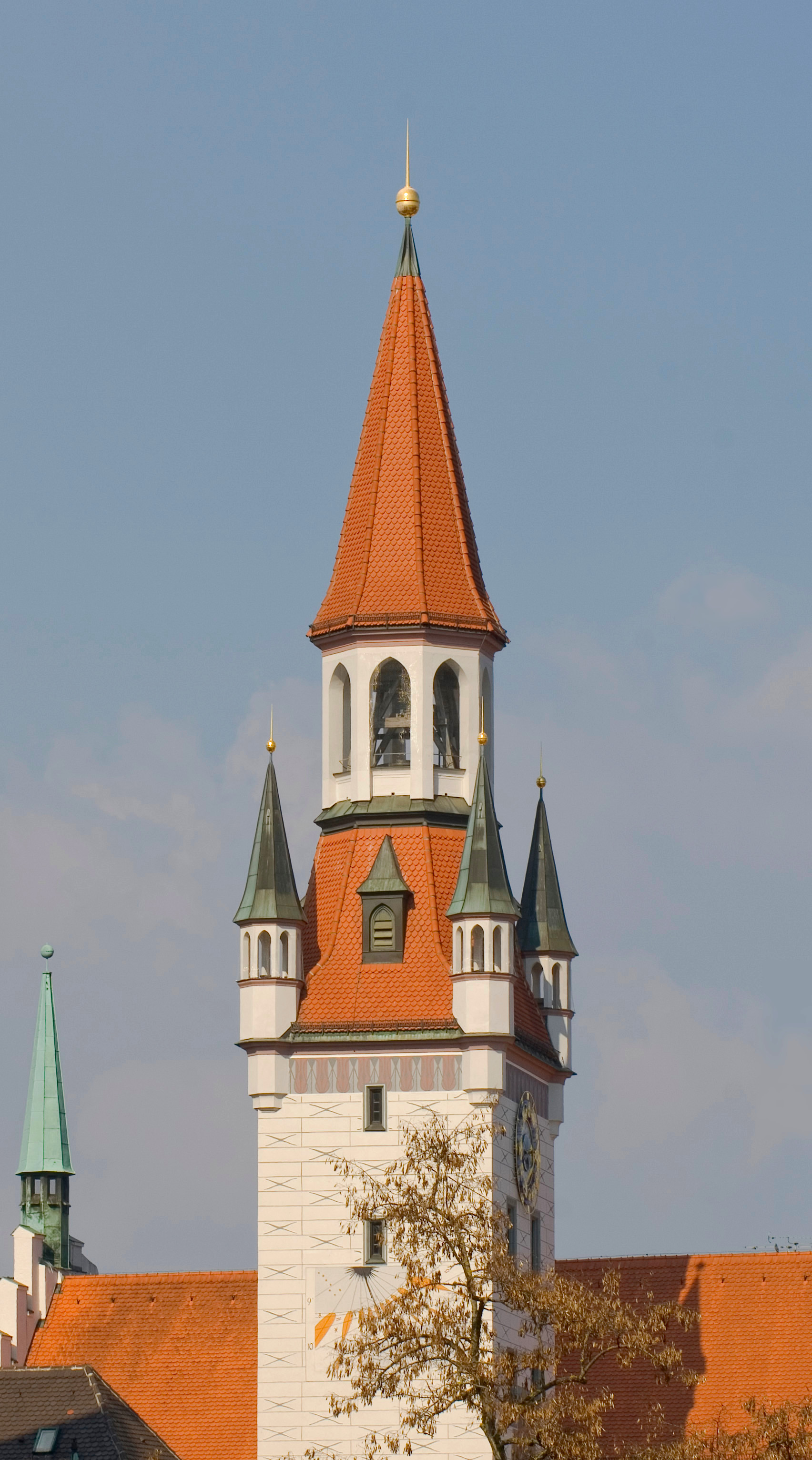
Vista distant.